# 纳机电系统
奈机电系统（英語：Nanoelectromechanical systems，简称NEMS）与 微機電系統（MEMS）概念相似，不过尺度更小。他们承诺具有革命性的能力去测量小到分子尺度的位移和力，并且与纳米科技密切相关。
研究者视两种研究途径为标准的奈机电系统研究方法。一种方法，自上而下可以总结为“用一套工具来制作一套更小的工具”。例如，一个用毫米量级的工厂制作出来微米量级的工具，可以用来制作纳米量级的器械。另一种方法自下而上，可視為组装原子和分子，使之达到期间所要求的复杂度和功能。这种过程可能用到自組裝或分子生物系统。
Template:新兴技术